# Brattleboro (hrabstwo Windham)
Brattleboro – jednostka osadnicza w Stanach Zjednoczonych, w stanie Vermont, w hrabstwie Windham.